# Goodea
Goodea és un gènere de peixos pertanyent a la família dels goodèids.

## Distribució geogràfica
Es troba a Mèxic.

## Taxonomia
- Goodea atripinnis (Jordan, 1880)[3]
- Goodea gracilis (Hubbs & Turner, 1939)[4]
- Goodea luitpoldii (Steindachner, 1894)[5][6][7][8][9][10][11]